# 西樓角公共運輸交匯處

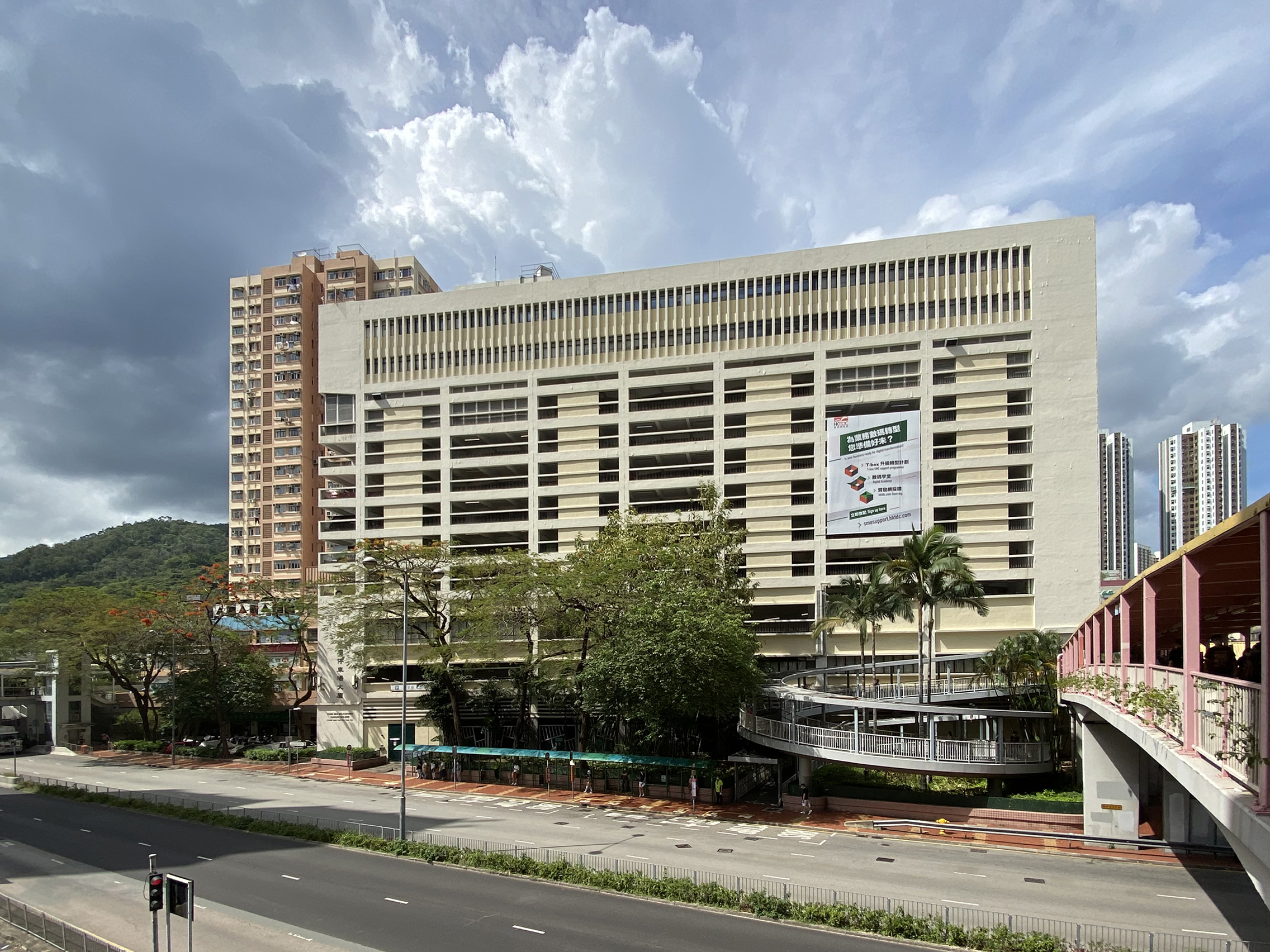
公共運輸交匯處位於荃灣多層停車場大廈地下

西樓角公共運輸交匯處（Sai Lau Kok Public Transport Interchange），又稱「荃灣站小巴總站」（Tsuen Wan MTR Minibus Terminus），位於新界荃灣西樓角路荃灣多層停車場大廈地下，綠楊坊對面，設有專綫小巴總站，以及市區和新界的士站。

## 歷史

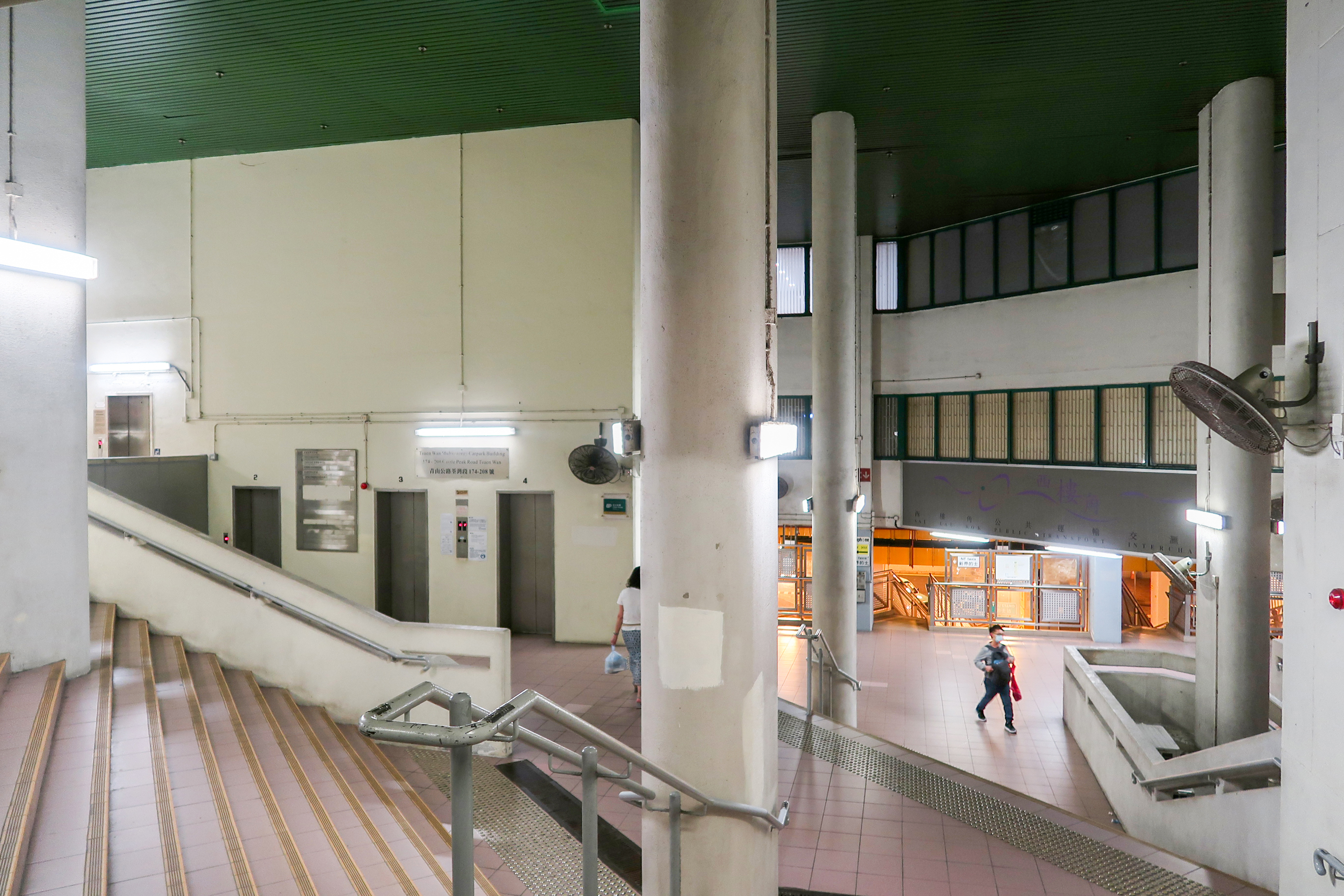
荃灣多層停車場大廈中庭樓梯往交通工具的總站

荃灣多層停車場大廈是荃灣地鐵站興建時規劃的配套設施，地下設小巴總站與的士站，方便乘客使用公共交通工具接駁地下鐵路荃灣綫，於1982年8月20日與南豐中心下的專營巴士總站同步啟用。其時，憲報稱此站為「西樓角路G.L.A. TW-168之的士及專利公共小型巴士總站」（G.L.A. TW 168 Sai Kau Kok Road Taxi and Franchised Public Light Bus Terminus）。
荃灣地鐵站規劃之初，已將專營巴士和其他交通工具的總站分開設置。西樓角公共運輸交匯處因專供專綫小巴和的士使用，未有預留太多空間興建，以致樓底極矮，車坑、彎位亦較窄；由站內天花橫樑多處有綠色印痕可見，即使是短陣十六座小巴，入站亦屢見困難。政府2017年批准小巴座位增至19個後，彩龍專線小巴斥資引入六輛長陣小巴，擬投放至以西樓角公共運輸交匯處為總站內的95M、96M線，卻發現新車難以駛入交匯處，故此只能安排新車暫時行走不經西樓角交匯處的95A等路線，並與運輸署磋商尋求解決辦法。運署最後決定於2018年1月起封閉西樓角交匯處半年，以便擴闊站內車坑，工程期間兩條小巴路線總站擬暫時遷往古屋里（三棟屋博物館外）。

## 車坑分佈
| 車坑分佈（以入口最左邊起計） | 車坑分佈（以入口最左邊起計） | 車坑分佈（以入口最左邊起計） |
| 編號                         | 寬度                         | 專綫小巴路線                 |
| ---------------------------- | ---------------------------- | ---------------------------- |
| 1                            | 單坑                         | 的士通道                     |
| 2                            | 單坑                         | 新界的士站                   |
| 3                            | 單坑                         | 新界的士站                   |
| 4                            | 單坑                         | 96M、96S                     |
| 5                            | 單坑                         | 95M                          |
| 6                            | 單坑                         | 市區的士站                   |
| 7                            | 單坑                         | 市區的士站                   |

## 外部連結
- 香港附屬法例：限制在特別範圍販賣公告 - SCHEDULE 附表